# Poggyászteres mozdony

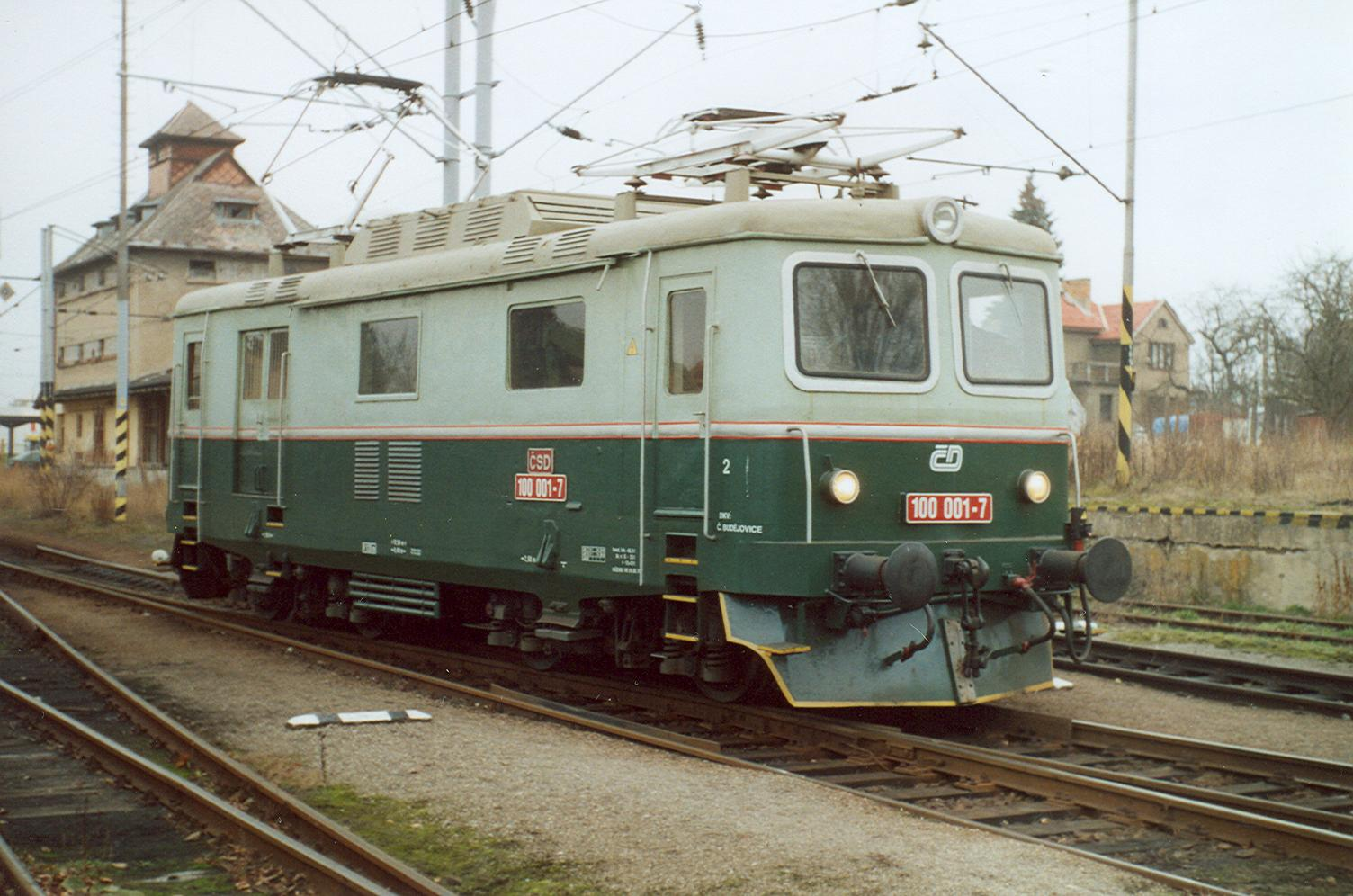
Tschechien: ČSD-Baureihe E 422.0

A poggyászteres mozdony, motorkocsi olyan vasúti vontatójármű, melynek csak egy poggyásztér része van és nincs lehetőség utasok szállítására. A határ közte és az áruszállító vasúti motorkocsi között nincs egyértelműen meghatározva, mivel sokszor poggyászt és (teher)rakományt egyaránt szállított. Az olyan gőzmozdonyokat melyeknek poggyászszállító része van nevezik gőzmotorkocsinak is. A kategóriába tartozó járművek gazdaságosan használhatók olyan mellékvonalakon ahol jelentéktelen a poggyászforgalom, mivel nem kell külön poggyászszállító kocsit használni.Ezek a mozdonyok rendszerint további személy- vagy teherkocsikat vontatnak.

## Poroszország

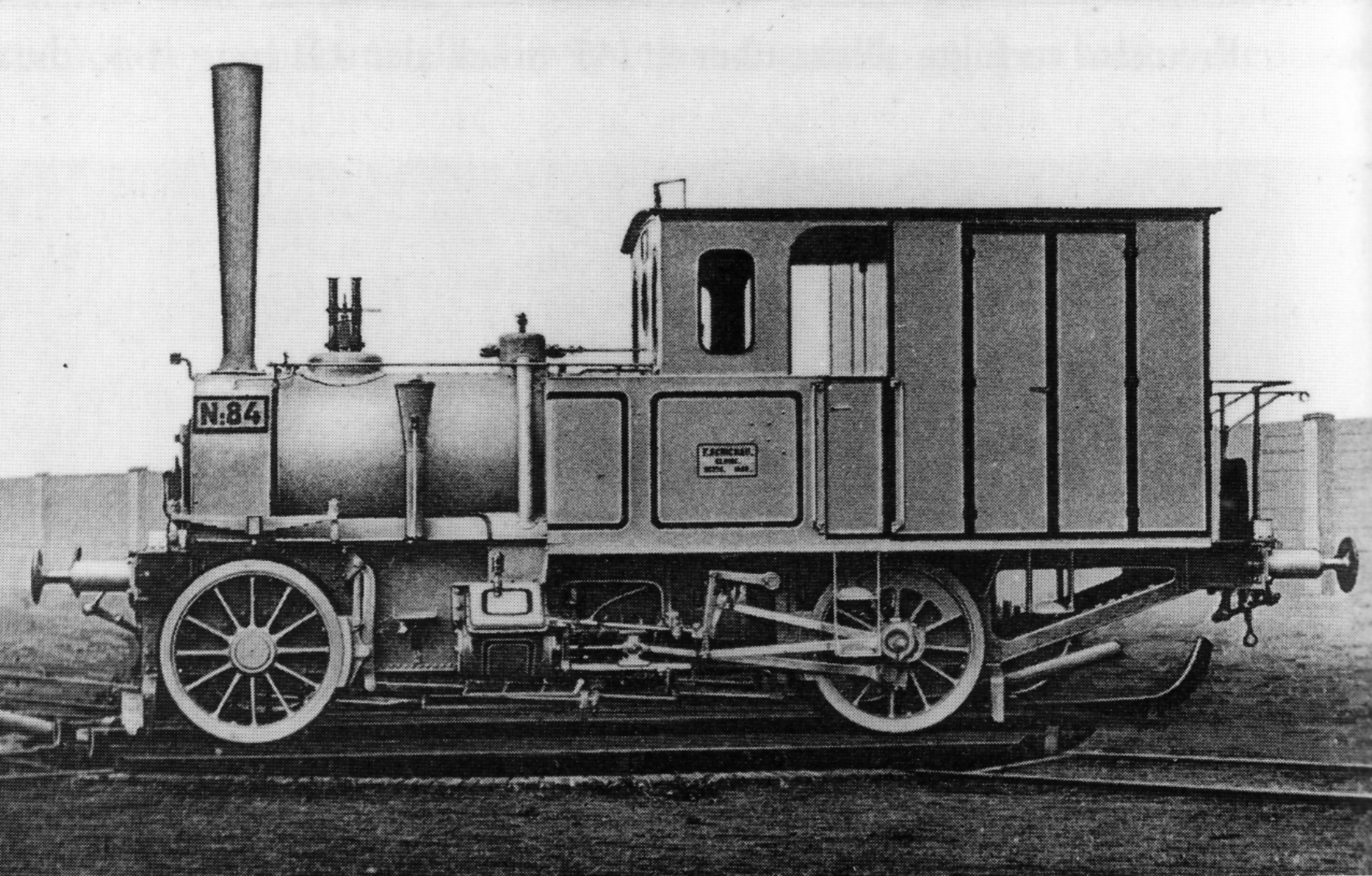
Porosz T 0 sorozat, Bauart Schichau

1880-ban  Schichau-ban négy 1A tengelyelrendezésű szertartályos mozdonyt építettek poggyászrekesszel kiegészítve, melyet a Porosz államvasutak hannoveri Igazgatósága Preußische T 0 sorozatszámmal látott el.

## Németország
A Deutsche Reichsbahn az 1920-as, 1930-as években beszerzett  néhány példányt a darabárú gyorsforgalom számára, ám a rendszer nem vált be. A második világháború után  a DB két használaton kívüli vontatókocsit átépített a hamburgi S-Bahn-nak poggyászmotorkocsinak az S-Bahn vonalak darabáruforgalma számára. Ezeknek a járművek a sorozatjele ET 174 volt és már néhány év múlva selejtezték őket.
Azonban a kéttengelyes poggyász- vagy teherszállító vasúti motorkocsik a villamosított keskenynyomtávú- és szárnyvonalakon - különösen a második világháborúig - gazdaságosan voltak használhatóak. Az utasforgalmat villamos motorkocsik bonyolították, teherszállításra egyébként néhány külön mozdonyt és vagont kellett volna beszerezni. Ilyenek voltak például a Schleizer Kleinbahn (GT 1 und GT 2) járművei. A Königlich Bayerischen Staats-Eisenbahnen birtokában volt például egy az előbb említett ilyen jármű, mely később a német Birodalmi Vasúthoz került.

## Ausztria

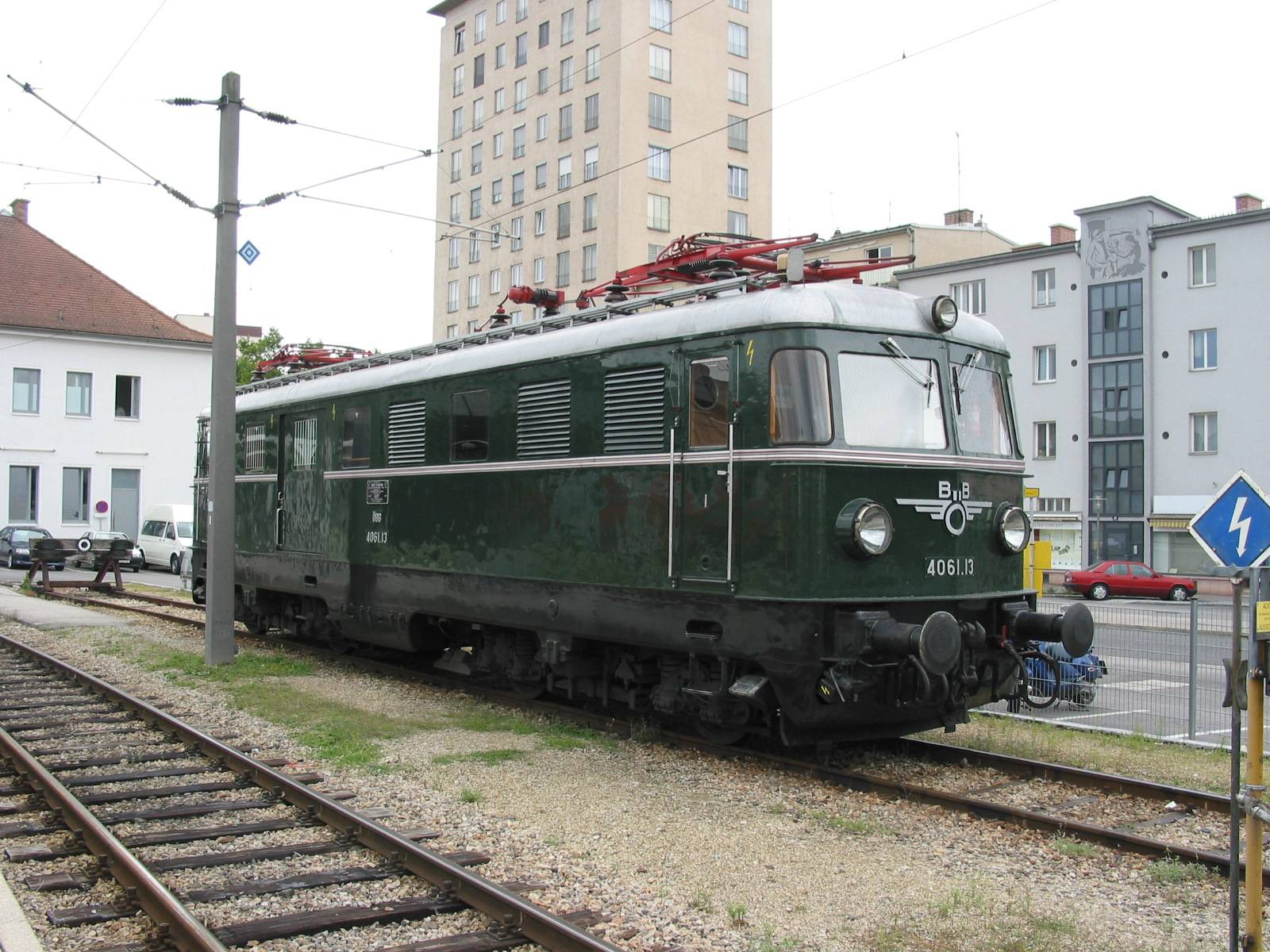
Az ÖBB 4061 sorozata

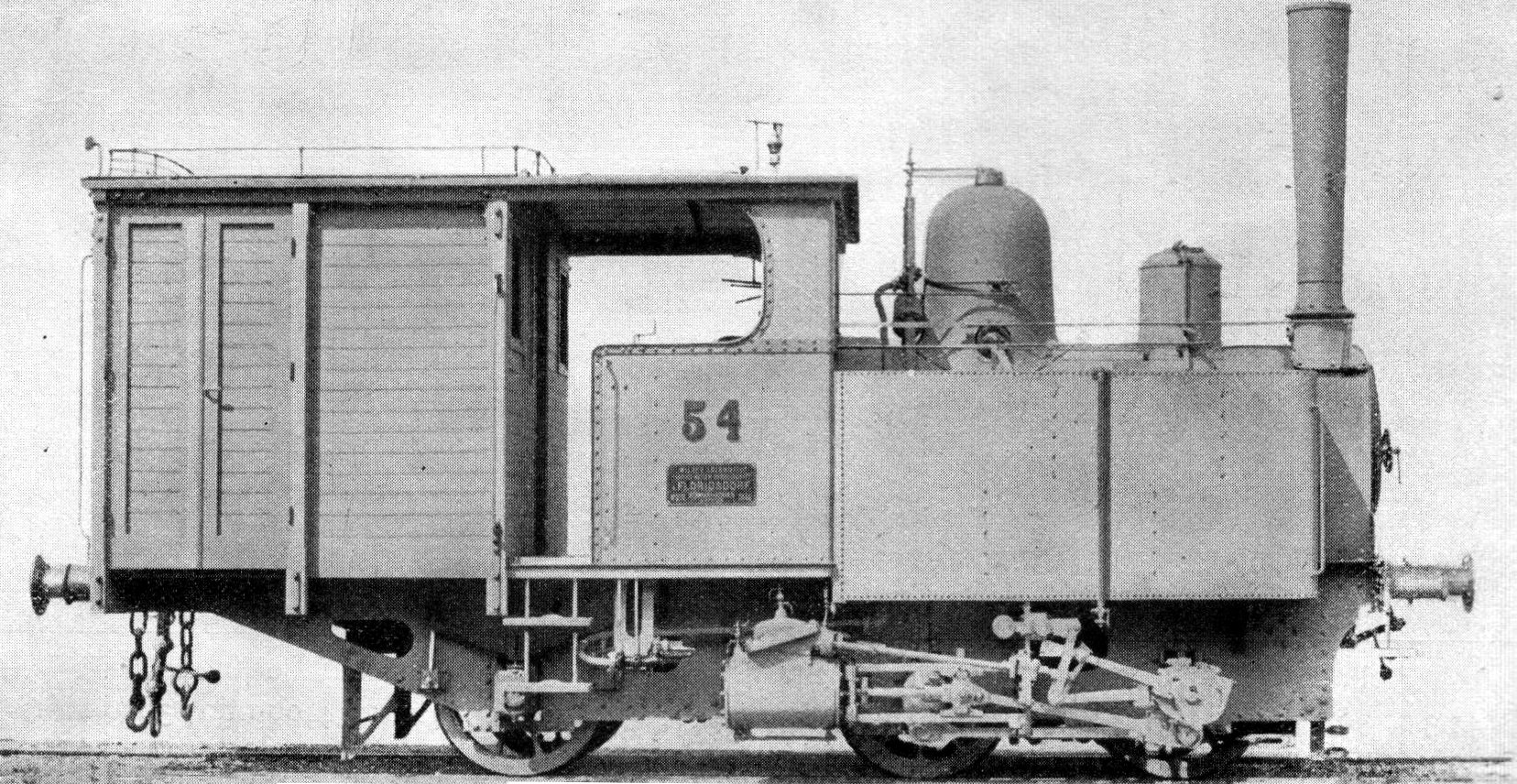
A Déli Vasút SB 4 II No 54 poggyászteres mozdonya

A Floridsdorfi mozdonygyár 1879-ben két szertartályos mozdonyt 
gyártott poggyásztérrel a mellékvonalak költséghatékonyabb működésére. Ezeket a  kkStB 1909-ben kkStB 3.0 illetve kkStB 3.002
Floridsdorf 1880-1881-ben különböző vasúttársaságoknak épített SB 4 tipusú
Ugyancsak a poggyászteres motorkocsinak számít az ÖBB 4061 sorozat is, de ez alig használták csomagszállításra és ezért kb. 20 éve múlva átsorolták a HÉV 1046 sorozatba. Még a ÖBB 2091 sorozatnak van csomagtere ugyanakkor az Osztrák Szövetségi Vasutak mint mozdonyt sorolták be, miután a Deutsche Reichsbahn ezeket a járműveket 1938 és 1945 között, mint motorkocsikat használta. A további két osztrák poggyászteres motorkocsi BBÖ ET 30 sorozatú volt.

## Svájc

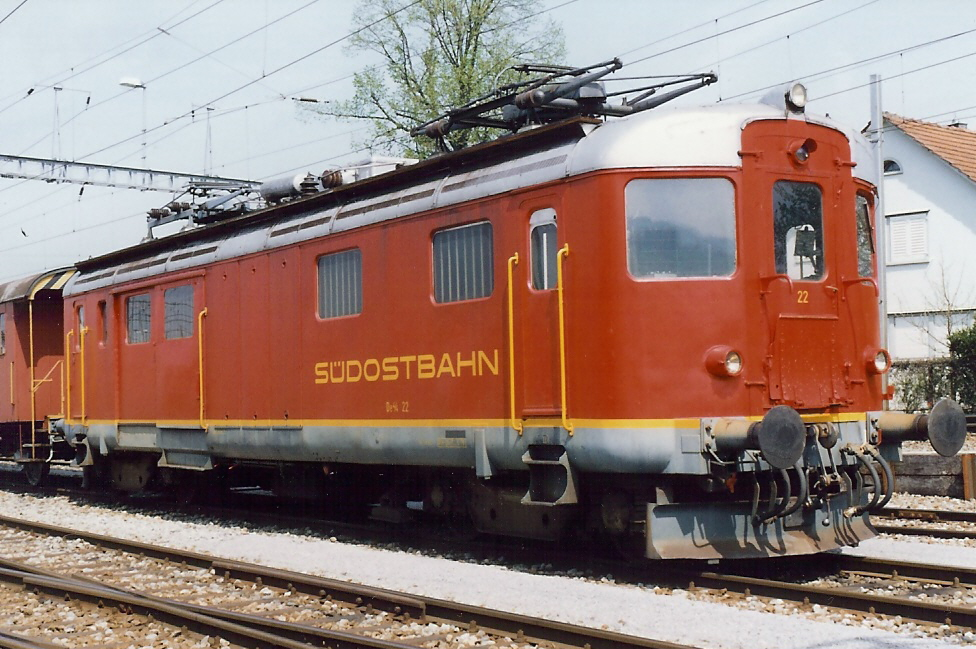
Die Schweizer Baureihe RFe 4/4, hier nach dem Umbau zum De 4/4
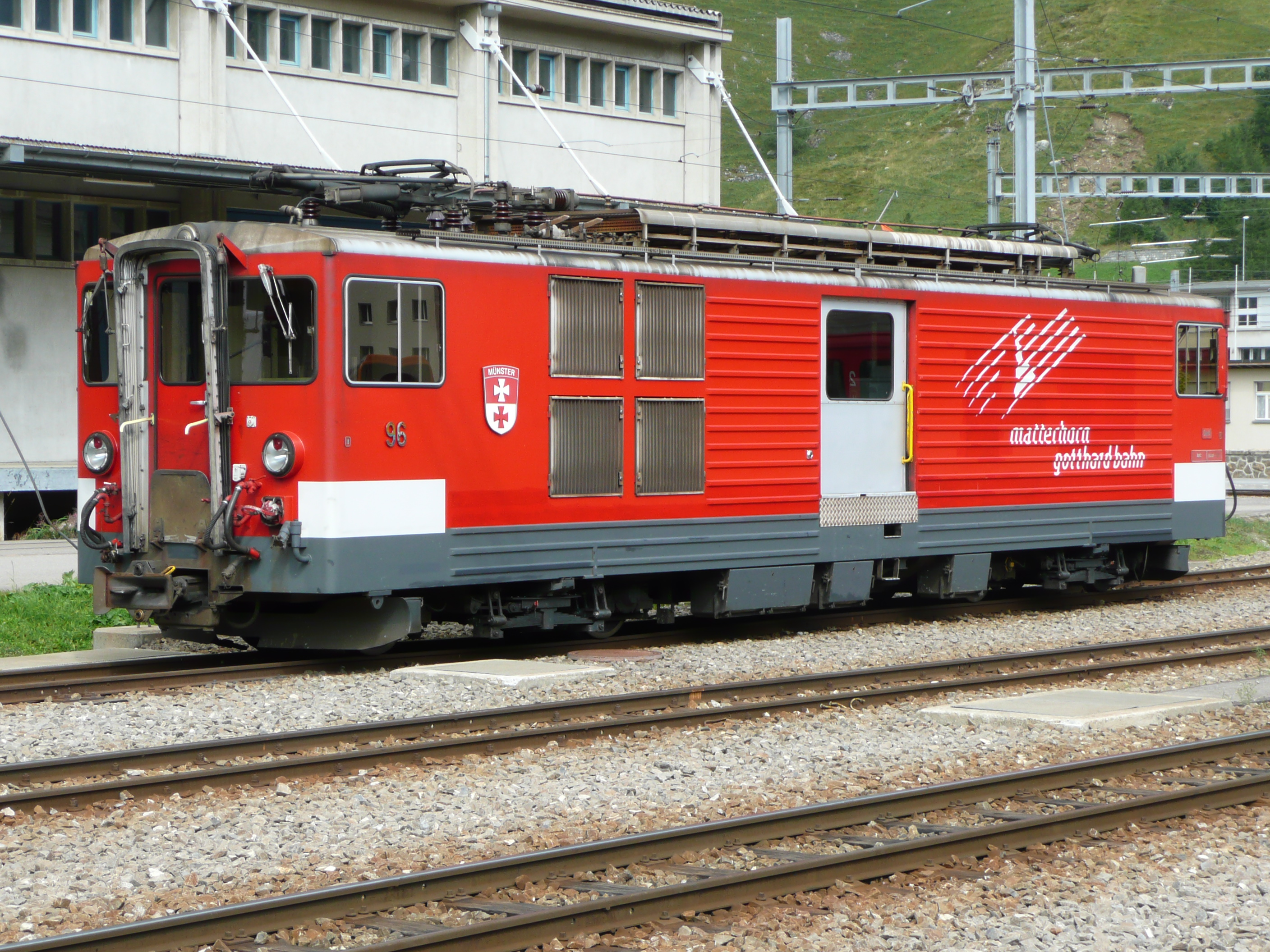
Ein Deh 4/4 der Matterhorn-Gotthard-Bahn
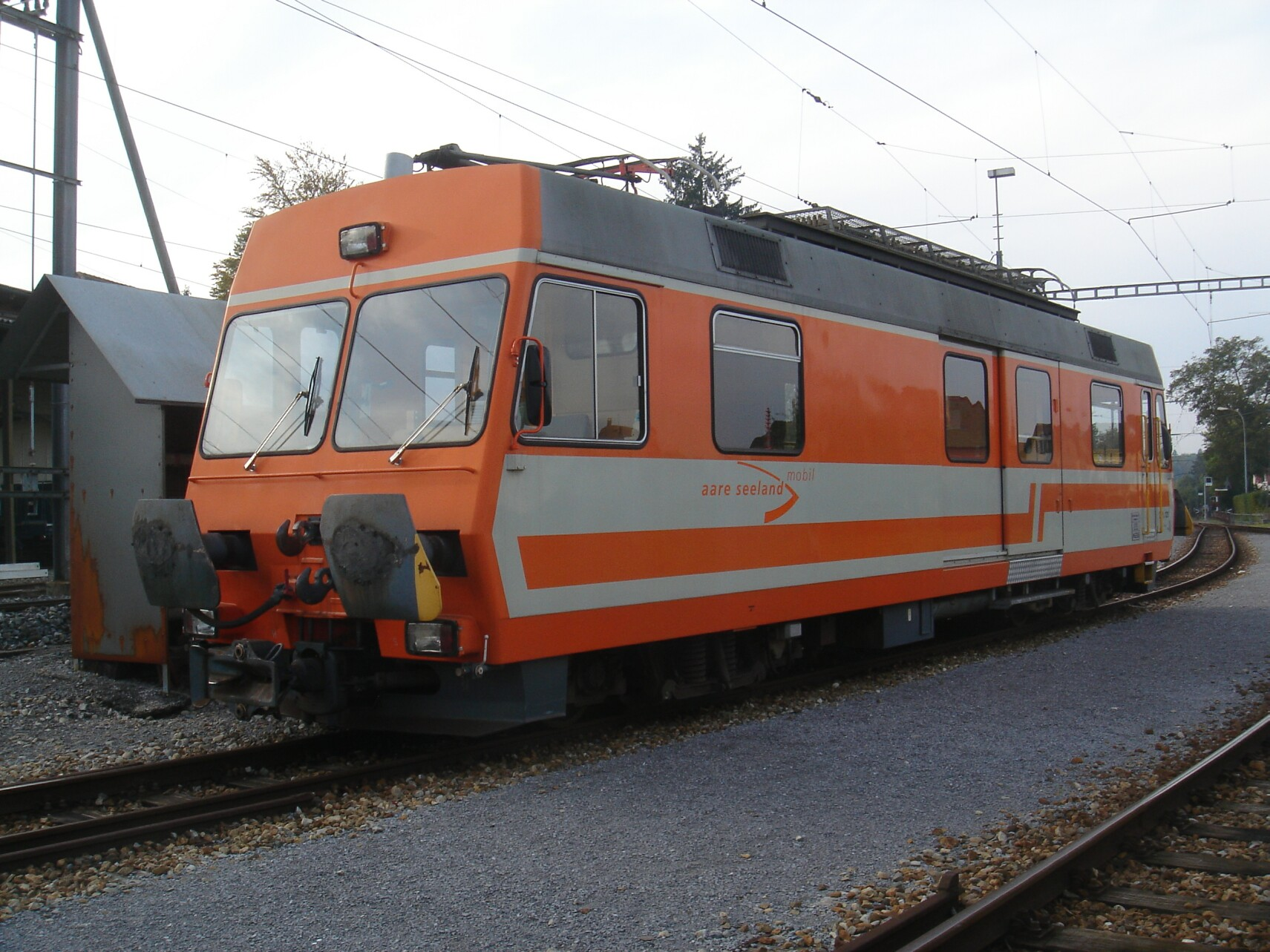
Gepäcktriebwagen De 4/4 121 der ASm von 1987
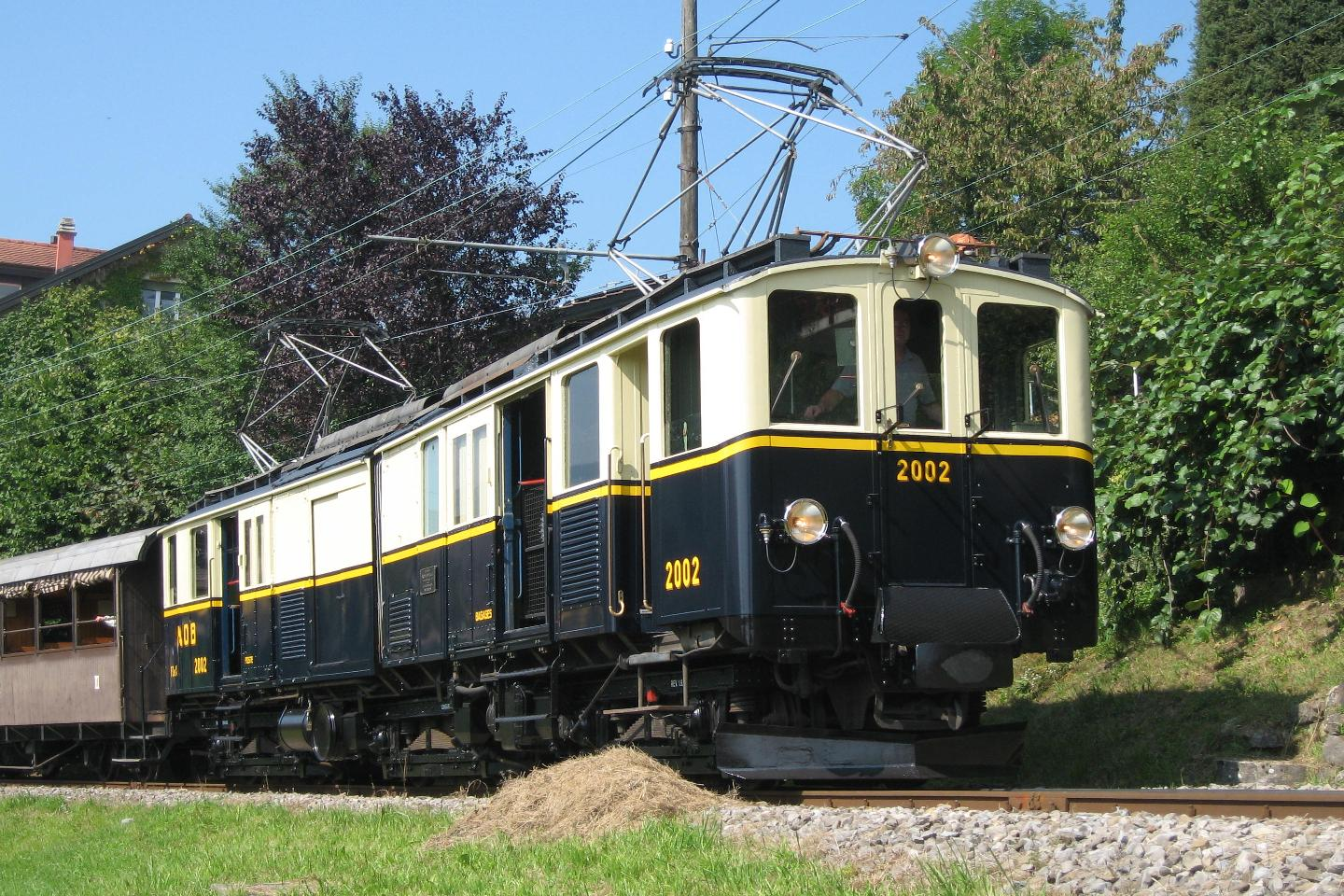
Kombinierter Gepäck- und Posttriebwagen der Montreux-Berner Oberland-Bahn, ausgeführt als Gelenkfahrzeug mit Jakobsdrehgestell

## Egyesült Királyság

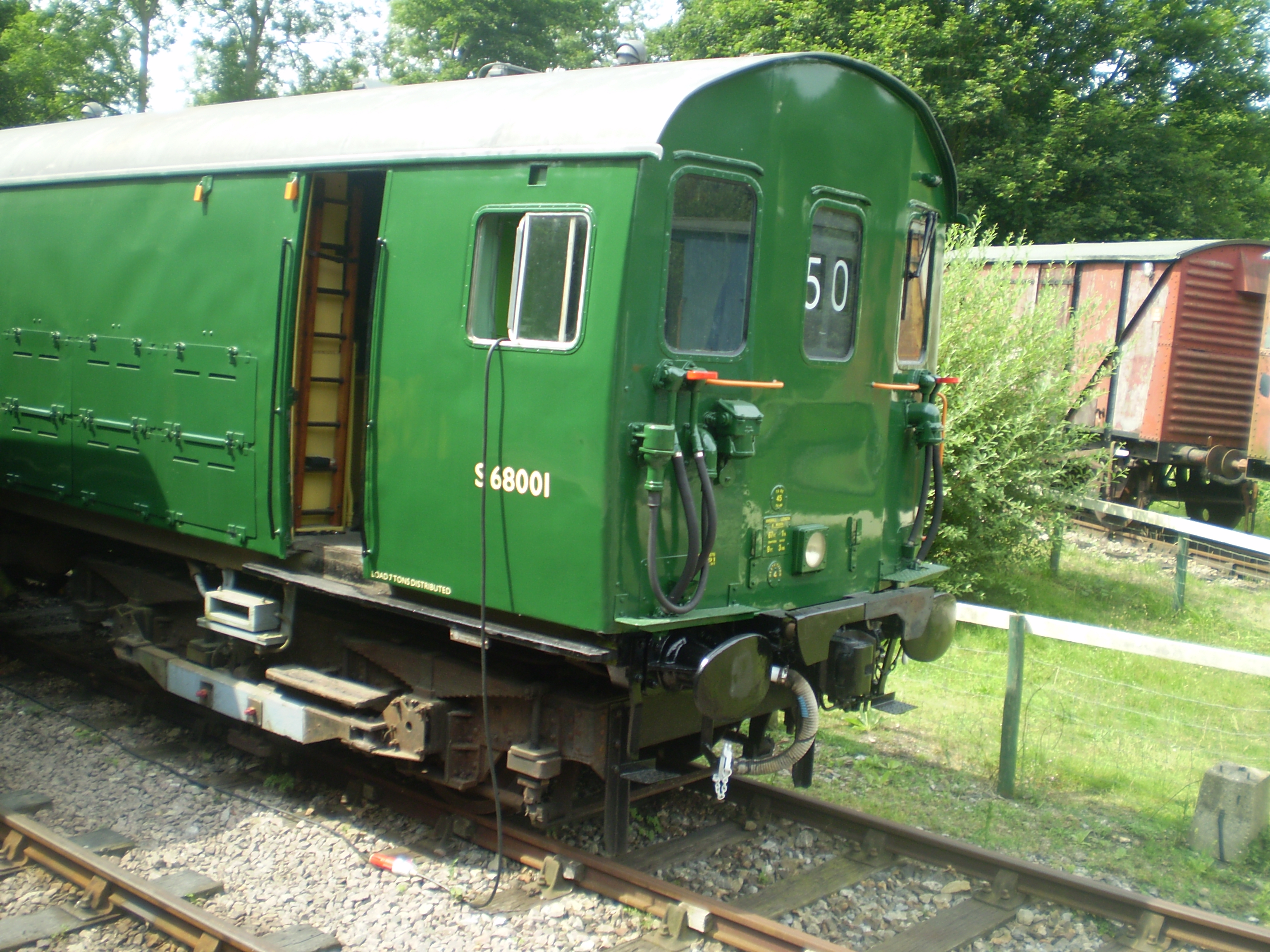
"Boat Train" Class 419 poggyászteres motorkocsi visszaállítva eredeti állapotába és színeire

Nagy-Britanniában alig van poggyászteres motorkocsi, de egy külön egy sorozatban felszerelt  tíz járművet 1959 és 1992 között ilyen célra használtak. A "boat trains", melyek vasúti csatlakozások voltak a kompok és Dover illetve Folkestone és Londonb között. Itt olyan megnövelt szállítási kapacitásra volt szükség, mint kompon lévő vonat. Ehhez járult az, hogy a kikötői vágányok felszereltsége nem voltak teljes villamosítva(hiányzott az itt szokásos harmadik sín).  Az megoldás a vonattovábbításra egy négyrészes vontatóvonat volt, melyből gyakran kettőt összekapcsoltak a hajóvonat elé, Az egyes járművek 419 osztályú mozdonyok voltak poggyásztérrel amiben a hajtóakkumulátorokat helyezték el, amelyek lehetővé tették a vonat mozgatását áramvezető sínek nélkül. Ezek az akkumulátorokat ezután fel kellett tölteni amint a hálózat újra rendelkezésre állt. A Csatorna-alagút megnyitásával eltűntek a "boat train"-ek és a "motoros Poggyászkocsik" («Motor Luggage Vans», MLV) a szolgálati járműparkból.  Nyolc  poggyász motorkocsi a tízből - közülük három mint Múzeumvasút - megmaradt.

## Magyarország
Az MDmot sorozat a MÁV részére gyártott (eredetileg) hatrészes könnyű mellékvonali motorvonat poggyászmotorkocsija. A MÁV az 1960-as évek végén modernizálni szerette volna a mellékvonali járműparkját, mivel akkor ott még zömmel gőzmozdonyok, illetve az 1920-as években gyártott Abmot motorkocsik továbbították a személyvonatokat. Ezzel a céllal szerezte be az MD szerelvényeket. A motorvonatok forradalmi változást hoztak a mellékvonalak forgalmában a fővonalak kényelmét kínálva, hatalmas ugrás volt a korábbi szeneskályhafűtéses, fapados személykocsikhoz képest. Kezdetben az eredeti céljuknak megfelelően, a vicinálisok forgalmát látták el, de hamar kiderült, hogy távolsági forgalomban is megállják a helyüket. A motorkocsik tehervonatok továbbítására is alkalmasok voltak, rendszerint mellékvonalakon használták őket erre a célra.

## Fordítás
- Ez a szócikk részben vagy egészben  a   Gepäcktriebwagen című német Wikipédia-szócikk fordításán alapul.  Az eredeti cikk szerkesztőit annak laptörténete sorolja fel. Ez a jelzés csupán a megfogalmazás eredetét és a szerzői jogokat jelzi, nem szolgál a cikkben szereplő információk forrásmegjelöléseként.